# St. Philippus und Jakobus (Ollendorf)

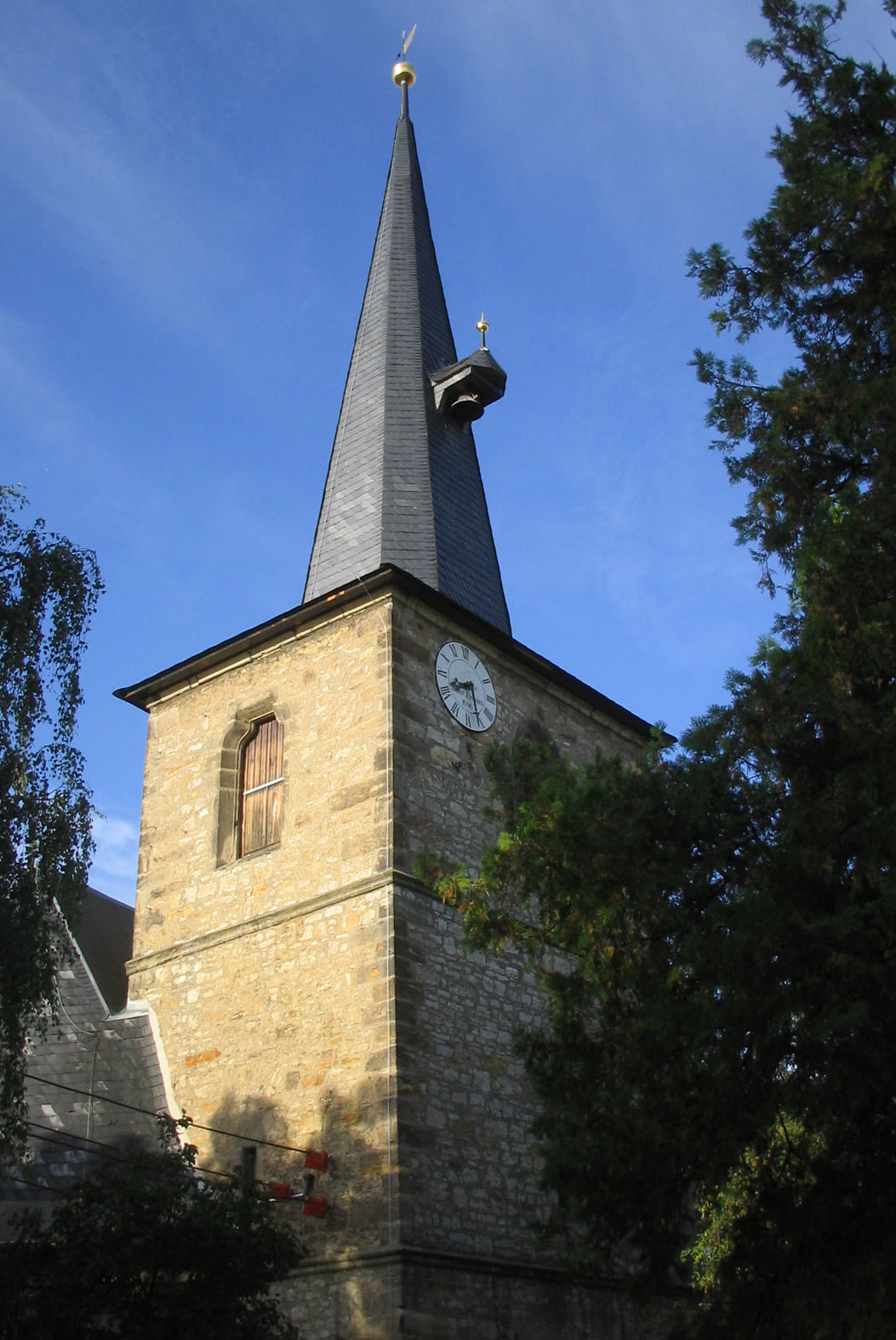
Kirchturm (2009)

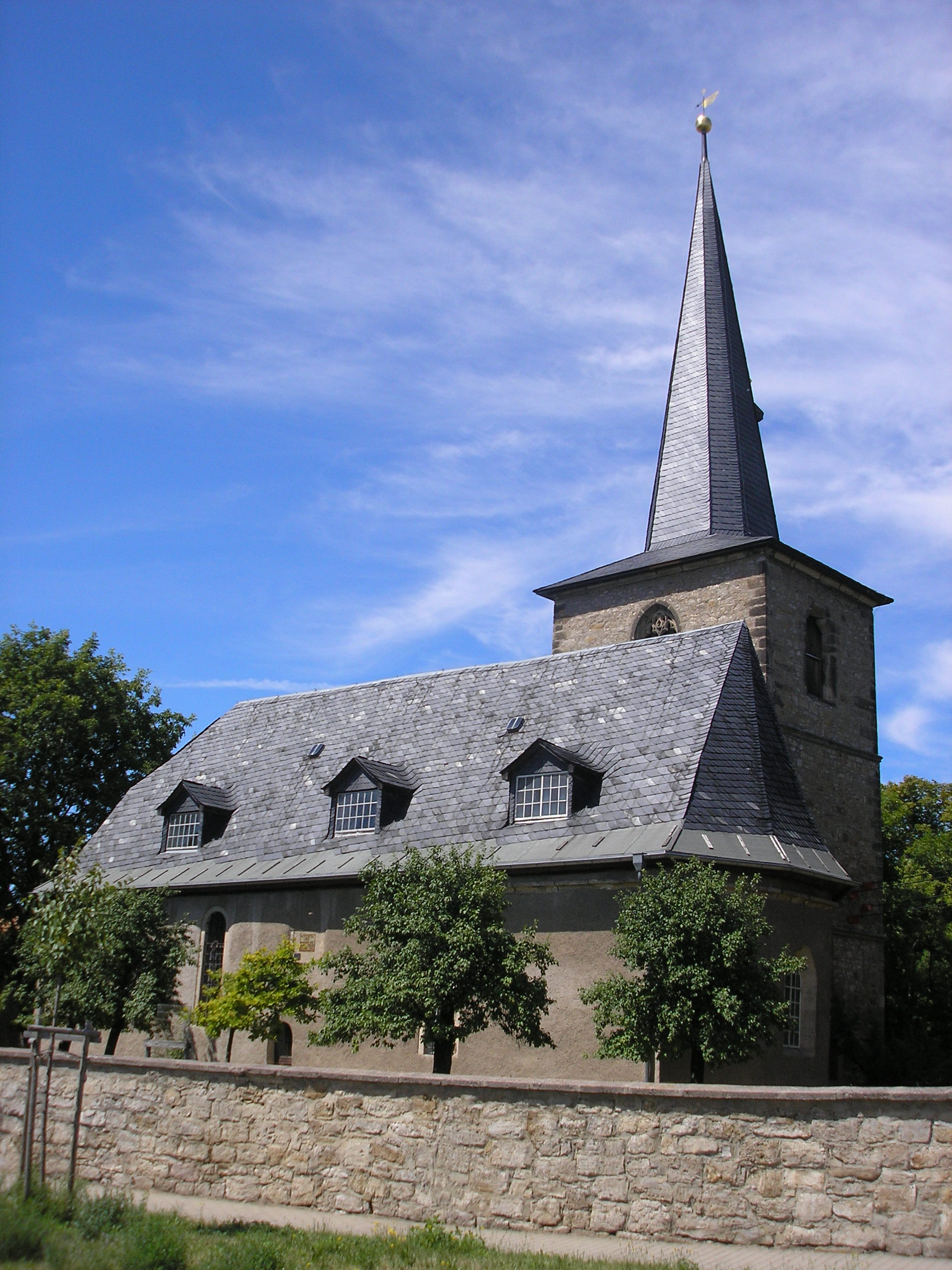
Philippus und Jakobus (2010)

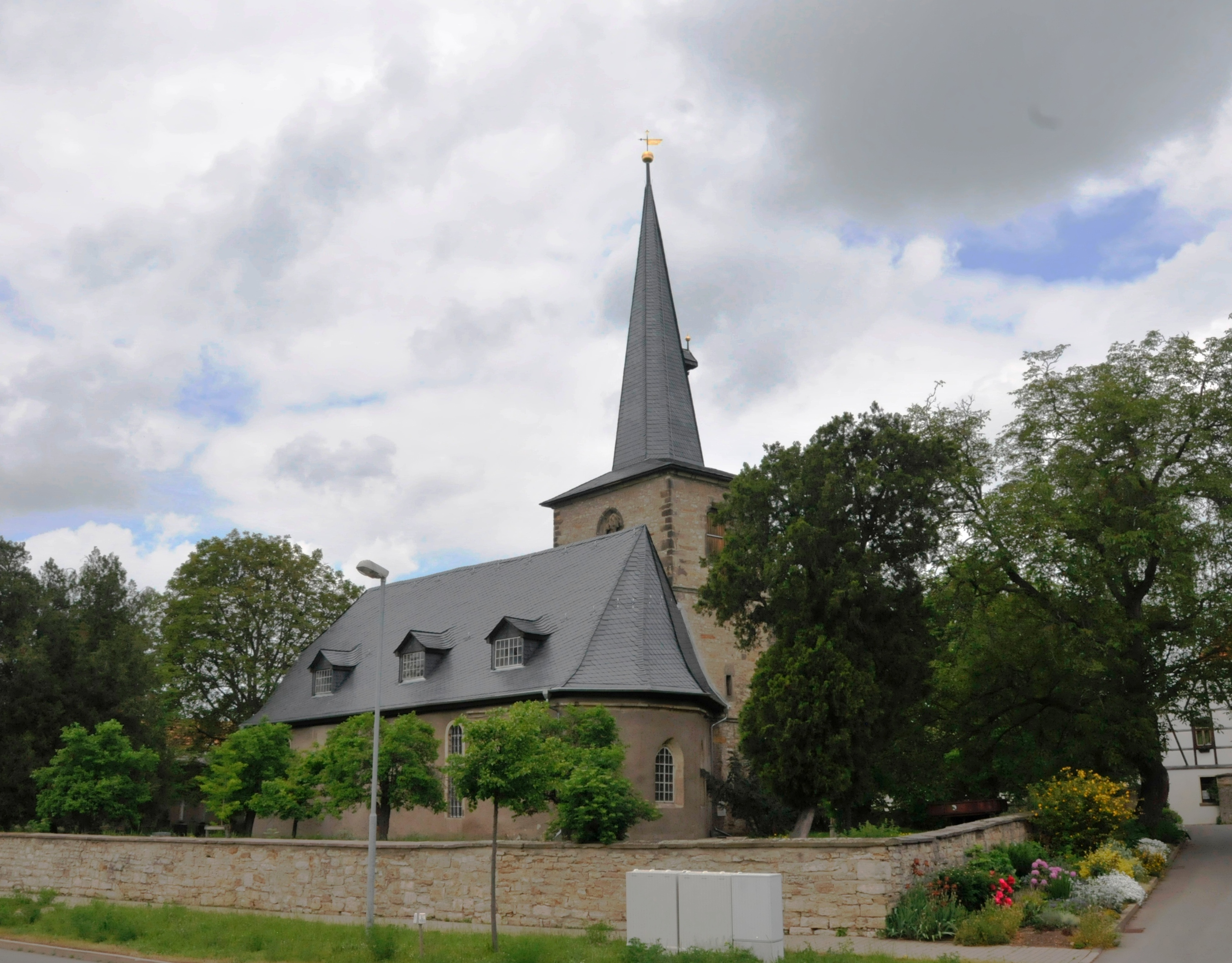
Philippus und Jakobus (2016 mit neuem Dach)

Die Kirche St. Philippus und Jakobus ist die evangelische Dorfkirche von Ollendorf in Thüringen. Die Kirchengemeinde gehört zum Kirchengemeindeverband Kerspleben im Kirchenkreis Weimar der Evangelischen Kirche in Mitteldeutschland.

## Lage
Die Kirche steht am zentralen, südlichen Ortsrand von Ollendorf nahe dem Kreuzungspunkt der in Nord-Süd-Richtung verlaufenden alten Salzstraße und in Ost-West-Richtung verlaufenden Via Regia. Die Dorfkirche bildet gemeinsam mit den anderen Häusern rund um den Dorfplatz den Mittelpunkt des Oberdorfes, das mit dem Unterdorf um die 1646 zerstörte Petrikirche durch die Lange Gasse verbunden ist.

## Geschichte
Die gotische Kirche wurde laut Inschrift an der Turmnordseite 1506 fertiggestellt, vermutlich aus heimischem Gestein. Nach dem Verlust der Oberkirche St. Petri im Dreißigjährigen Krieg erhielt Philippus und Jakobus 1646 deren Pfarreigenschaft. 1654, 1676 und 1684 folgten Reparaturen. Von 1684 bis 1686 wurde das Kirchenschiff errichtet, womit es rd. 180 Jahr jünger ist als der Turm. 1691 wurde eine neue Orgel angeschafft und 1695 eine größere Glocke. Etwa um 1700 wurde der Innenraum mit Empore und Kanzelaltar (1699/1700) – letzterer ein Werk des Erfurter Bildschnitzers Valentin Ditmar – barock umgestaltet. Im Jahr 1700 spendete die polnische Königin Katharina Opalińska auf ihrer Durchreise von Bad Ems einen niederländischen Dukaten für den Kirchbau. In den folgenden Jahren und im Jahr 1720 wurden erneut kleinere und größere Reparaturen an der Kirche vorgenommen. 1722/23 erhielt die Kirche eine neue Orgel aus der Werkstatt des Erfurter Orgelbauers Franciscus Volckland. Wichtige Ausstattungsstücke sind u. a. das Grabepitaph des Hauptmanns Martin Hase (1589) und die Turmuhr des Stadtilmer Uhrmachers Eberhardt aus dem Jahre 1798, die auch heute noch die Zeit anzeigt. Nachdem 1750 weitere Instandsetzungsarbeiten vorgenommen worden waren, nahm die Inneneinrichtung der Kirche 1813 unter den flüchtenden französischen Truppen Schaden. Ein östlicher Fenstersturz des Turmes trägt die Aufschrift TVRRIS FORTISSIMA NOMEN DOMINI. 1890 wurde der Friedhof von der Kirche an den nördlichen Ortsrand verlegt, alte Grabsteine zeugen noch heute von seinem früheren Platz. Die letzten Reparaturen erhielt die Kirche in den Jahren 1952, 1979 und 2002 (bis heute). 
Die Kirche ist ein eingetragenes Kulturdenkmal von Ollendorf. Siehe: Liste der Kulturdenkmale in Ollendorf.
Die Ollendorfer Kirchgemeinde gehört zum Kirchspiel Kerspleben.